# Woodside (Delaware)
Woodside – miasto w Stanach Zjednoczonych, w stanie Delaware, w hrabstwie Kent.